# Kovanice
Kovanice (deutsch Kowanitz) ist eine Gemeinde in Tschechien. Sie liegt drei Kilometer südöstlich von Nymburk und gehört zum Okres Nymburk.

## Geographie
Kovanice befindet sich am linken Ufer der Elbe zwischen den Städten Nymburk und Poděbrady. Nordwestlich liegt die Einmündung der Mrlina, westlich am gegenüberliegenden Ufer der Mineralbrunnenbetrieb Poděbradka. Im Norden befinden sich rechtselbisch die Reste des Sánský kanál, dessen Mündung seit 1930 anderweitig verlegt ist. Durch Kovanice führt die Staatsstraße 38 zwischen Nymburk und Kolín.
Nachbarorte sind Nymburk und Budiměřice im Norden, Křečkov im Nordosten, Velké Zboží und Chvalovice im Südosten, Přední Lhota und Písková Lhota im Süden, Hořátev und Zvěřínek im Südwesten, Kopaník, Písty und Komárno im Westen sowie Zálabí im Nordwesten.

## Geschichte

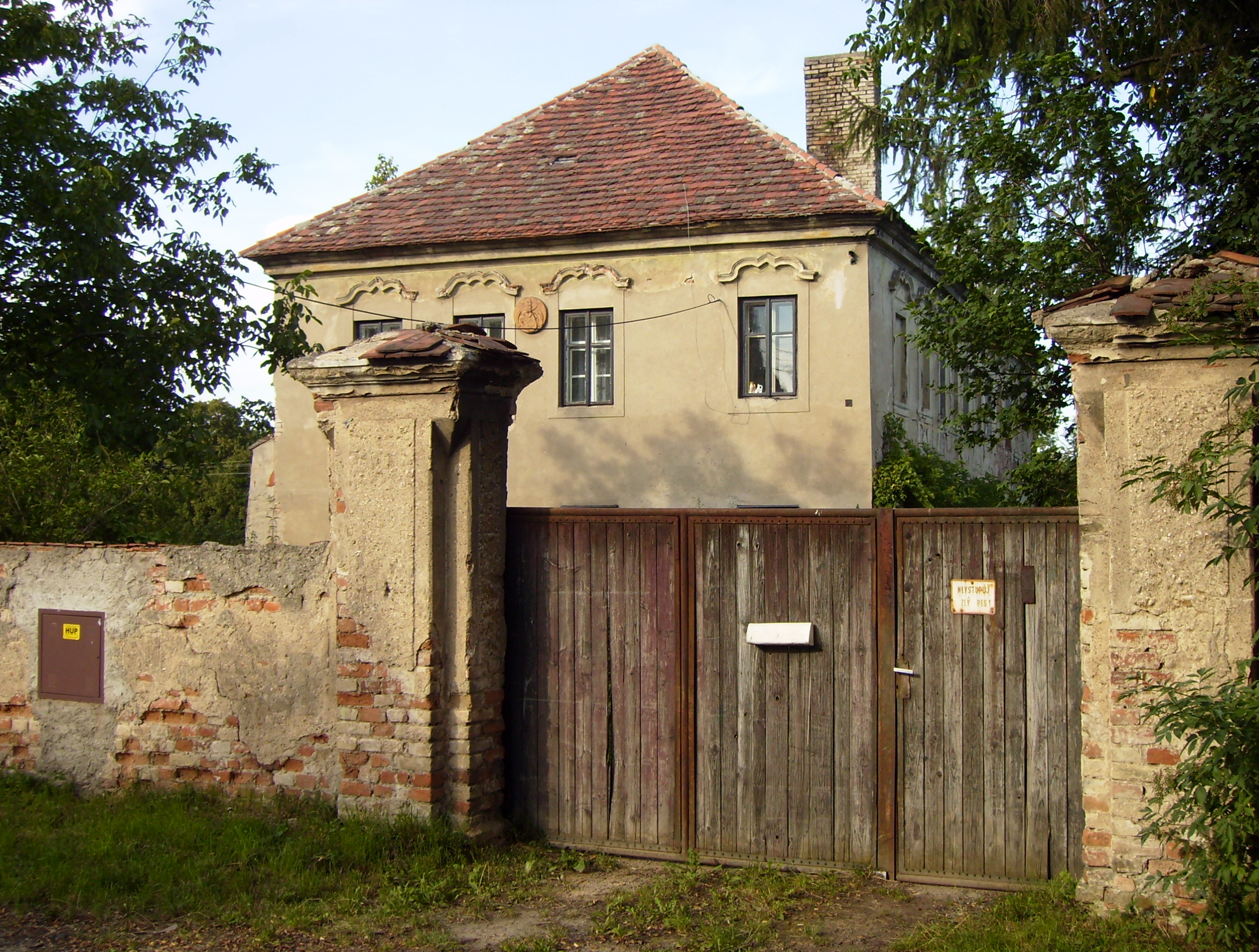
Schlösschen Kovanice

Die erste schriftliche Erwähnung von Kovanice erfolgte im Jahre 1266 im Zusammenhang mit einem Zudonna de Kowanietz. Zwischen 1318 und 1323 gehörte das Gut Bohuslav von Klučov und ab 1376 Elisabeth von Lichtenburg, der Witwe des Boček I. von Podiebrad. Seit 1390 ist auch Chvalovice urkundlich belegt, das Gut war der Stammsitz des Adelsgeschlechts Chvalovský von Ledec. Nach deren Erlöschen im Mannesstamme kam Chvalovice 1582 zur Herrschaft Poděbrady.
Seit dem 15. Jahrhundert wechselten die Besitzer von Kovanice häufig. Zeitweilig gehörte das Gut ebenfalls zur Podiebrader Herrschaft, dann den Chvalovský von Ledec und seit 1585 verschiedensten Herren. Dazu gehörten die Grafen Colloredo, unter denen um 1660 Juden der Zuzug nach Kavanice gestattet wurde. 1702 lebten in dem Dorf sieben Juden. In der zweiten Hälfte des 18. Jahrhunderts entstand eine hölzerne Synagoge.
1780 wurde im Zuge der Raabisation das Gut Chvalovice parzelliert und westlich von Chvalovice die Familiantensiedlung Neujahrsdorf angelegt. Ein Teil der Gutsfluren wurde zum Kataster von Hořátev zugeschlagen.
1829 lebten in Kovanice 70 Juden, ihre Zahl stieg bis 1848 auf 135 an und war dann stark rückläufig. Um 1840 wurde nach dem Brand der Synagoge eine neue steinerne errichtet. 1845 kaufte Georg Simon von Sina das Gut Kovanice und schloss es an die Herrschaft Podiebrad an.
Nach der Aufhebung der Patrimonialherrschaft bildeten Kovanice und Chválovice (mit Neujahrsdorf) ab 1850 zwei selbstständige Gemeinden im Bezirk Poděbrady. Chvalovice und Neujahrsdorf verschmolzen zu Beginn des 20. Jahrhunderts zu einem Dorf. Die jüdischen Gemeinden von Kovanice und Nymburk fusionierten 1875, Sitz der Gemeinde wurde Kovanice. 1890 zog die Kultusgemeinde wieder nach Nymburk zurück und die jüdische Gemeinde Kovanice erlosch. Die Synagoge wurde 1892 an einen örtlichen Gewerbetreibenden verkauft, der sie zu einem Wohnhaus umbaute. 1916 verstarb mit Josef Kohn der letzte jüdische Einwohner von Kovanice. Seit 1949 gehörten beide Gemeinden zum Okres Nymburk. 1961 wurde Chvalovice nach Kovanice eingemeindet.

## Gemeindegliederung
Die Gemeinde Kovanice besteht aus den Ortsteilen Chvalovice (Chwalowitz) und Kovanice (Kowanitz) sowie der Ortslage Nové Chvalovice (Neujahrsdorf).

## Sehenswürdigkeiten

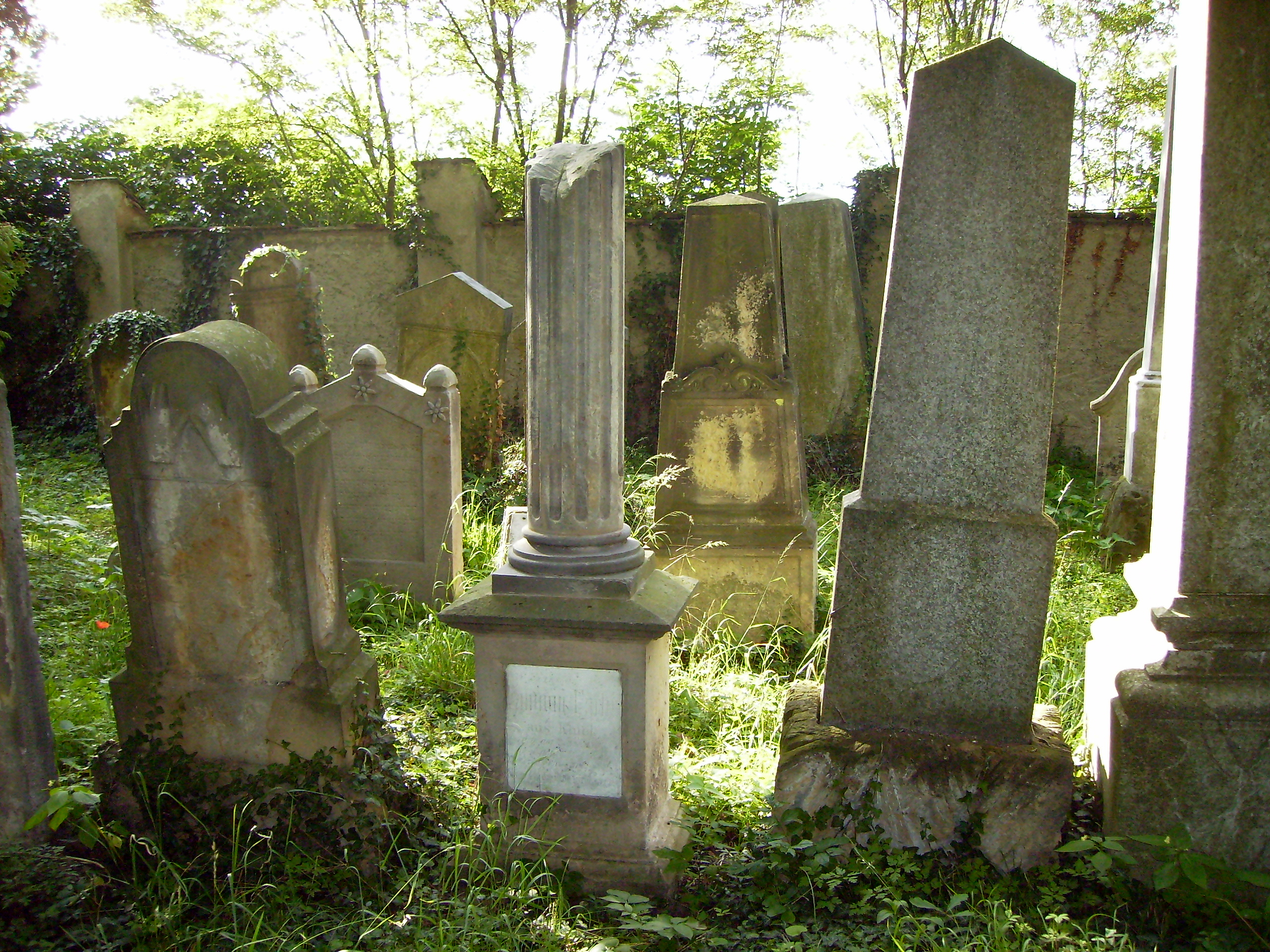
Jüdischer Friedhof

- Kirche St. Wenzel, der gotische Ziegelbau ist seit 1380 nachweisbar. Zwischen 1763 und 1772 wurde die Kirche barock umgestaltet und erweitert. 1897 wurde der Turm ausgebessert und das Schiff verlängert. In der Kirche befinden sich Epitaphe der Familie Chvalovský. Das Bildnis des hl. Wenzel im Kirchenschiff ist ein Werk des Malers Wenzel Kramolín aus der Zeit um 1770.
- barocke Statue des hl. Johannes von Nepomuk, aus der Mitte des 18. Jahrhunderts
- Schlösschen Kovanice, an der Elbe, die ehemalige Feste aus dem 16. Jahrhundert verlor durch Umbauten viel von ihrem ursprünglichen Charakter
- Der 1830 auf den Feldern südwestlich des Dorfes eingerichtete jüdische Friedhof wurde von 1833 bis 1945 als Begräbnisstätte genützt. Unter den etwa 250 Grabmälern befindet sich auch das der Großmutter von Franz Kafka. Seit 1995 wird der Friedhof instand gesetzt. Am Eingangstor befindet sich eine Gedenktafel.
- Glockentürmchen in Chvalovice
- denkmalgeschützte Linde an der Kirche
- ehemalige Synagoge, heute als Unterkunft für Saisonarbeiter genützt